# Миссия НАТО по помощи Украине
Миссия НАТО по помощи Украине была создана по предложению генсека НАТО Йенса Столтенберга сразу после саммита в Вашингтоне в июле 2024 года. Основная задача миссии — организация военной помощи Украине. Командующим назначен генерал-лейтенант армии США Кёртис Буззард. Штаб миссии расположен на военной базе американских сил в Висбадене.

## Структура миссии
Каждый месяц около 500 солдат с Украины проходят переподготовку на немецкой территории в рамках миссии. Более 700 специалистов задействованы в учебном процессе. Обучение и последующее снабжение техникой должны гарантировать безопасность стран Альянса в будущем.

## Бюджет
Каждый год страны НАТО тратят на обучение украинских военнослужащих более 40 миллиардов евро.